# 旧帝国銀行広島支店
旧帝国銀行広島支店（きゅうていこくぎんこうひろしましてん）は、広島県広島市にあった、帝国銀行のかつての営業所。
広島アンデルセンの店舗として用いられているが、本表題では便宜上この名称を用いる。

## 概要
1925年（大正14年）三井銀行広島支店（現在の三井住友銀行広島支店）として建てられたもので、合併により帝国銀行広島支店となり、1945年（昭和20年）広島市への原子爆弾投下の際に全壊を免れた。戦後いくつかの経緯を経て1967年（昭和42年）タカキベーカリー（アンデルセングループ）が建物自体を買い取りリノベーションし店舗として用いられていた。2018年（平成30年）にアンデルセンは開店50周年を迎えるにあたり店舗リニューアルを検討、東日本大震災を経て被爆建物部分を維持していくには耐震補強に多額な費用を掛けなければならなくなったことから、維持を断念し建て替えが決定し、2020年（令和2年）再開店した。
最初の設計は長野宇平治事務所で被爆した外壁も長野時代のものになる。建て替えではあるが、被爆した外壁・ストリングコースの部分保存と新店舗の2階デザインは旧銀行部分のものを踏襲している。そうした企業努力により市による被爆建物登録が継続された。
爆心地から360mに位置し、戦後ヒロシマのシンボルとして原爆ドームとどちらを残すか議論が交わされた建物であり、原爆ドームが現状保存したのに対し、こちらは店舗として再利用つまり「広島の再生復興」という意味で象徴的な建物であった。

## 歴史

### 三井/帝国銀行
広島における初の私立銀行として1876年（明治9年）7月三井銀行広島出張店が大手町1丁目（現中区）に開業する。次に1880年（明治13年）三井銀行広島分店と改称し大手町2丁目へ移転する。
1925年（大正14年）2月、三井銀行広島支店として3度目の移転新築されたものがこの建物にあたる。北側の本通りは元々西国街道（山陽道）で、明治以降は国道であり1929年（昭和4年）相生通りが新たな国道として拡幅整備されることが決定されるまで、広島の東西を貫くメインロードであった。
1943年（昭和18年）太平洋戦争中の統制により三井銀行は第一銀行と合併し帝国銀行を設立、この際に帝銀広島支店となった。翌1944年（昭和19年）には帝銀大手町支店(旧第一銀行広島支店)の廃止、更に十五銀行との合併により、業務は拡大した。

### 被爆と戦後

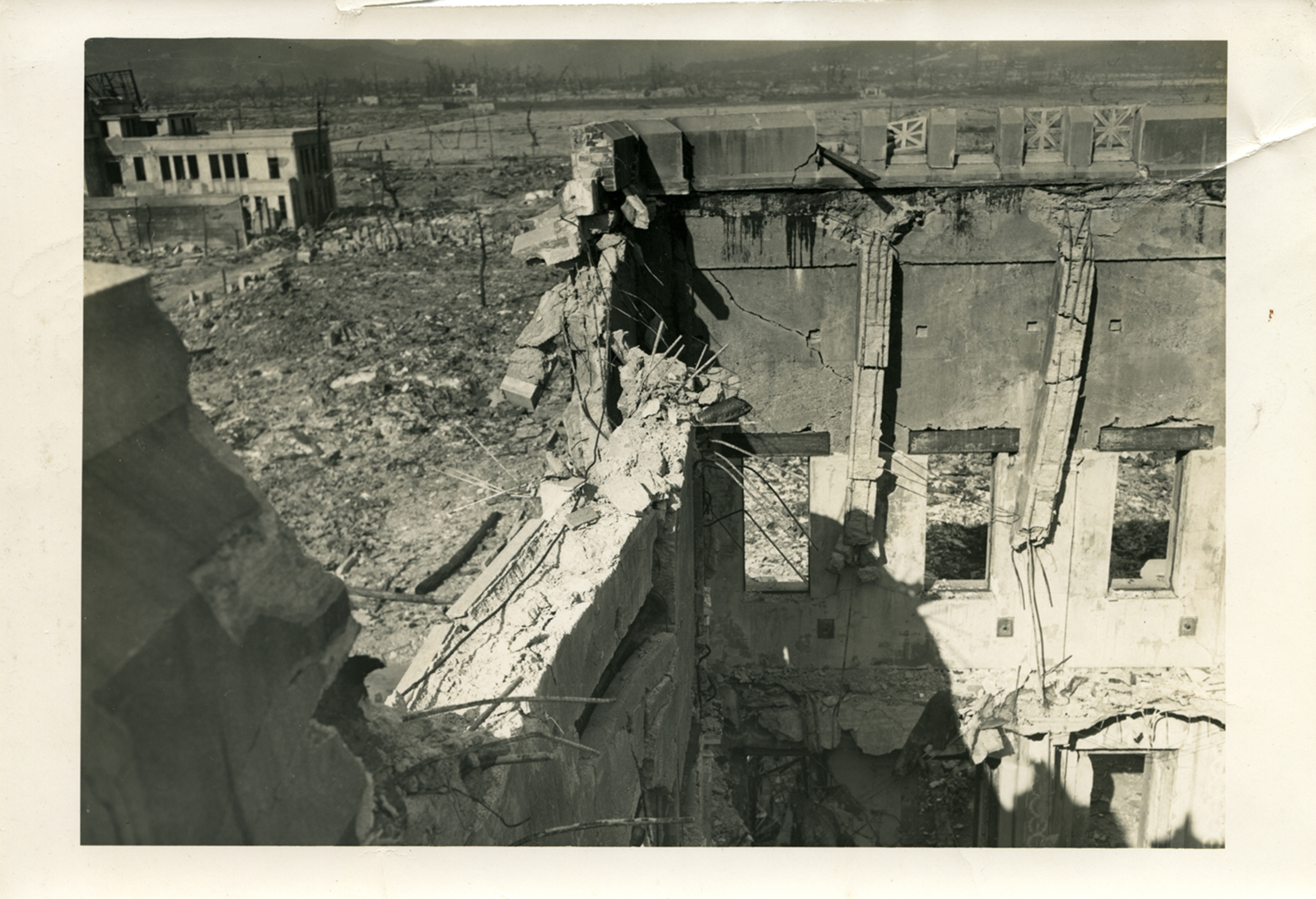
北方向を望む。写真左側が爆心地側で右方向（東方向）に壁が傾いている。四角い窓がある所が2階壁で後々まで残された部分になる。

1945年（昭和20年）8月6日、広島市への原子爆弾投下。爆心地から360mに位置した。当時、宿直行員6人・女子行員12ないし3人いたものの全員死亡したため、当時の詳細状況は不明である。その他、通勤途中の者を含めると帝銀広島支店内で計32人被爆している。建物自体は、爆風により屋根の殆どが落ち、内部も殆ど崩壊、北西部の外壁が吹き飛ぶほど大破し、天井屋根のかなりの部分が崩壊し内部は消失し、全体の八割近くが損壊した。なおアメリカモスラー社製の大金庫は無事だったため現金や帳簿類は焼失を免れており、この被爆に耐えた金庫はアメリカの新聞紙面を賑わせた。
被爆2日後にあたる同年8月8日には日銀広島支店内に他の銀行とともに仮拠点を構え営業を再開し、同年10月には大手町1丁目の三井物産跡に仮拠点を、1947年（昭和22年）2月に同町の旧帝銀大手町支店に移転、1948年（昭和23年）帝銀から第一銀行が分割された際には帝銀支店は播磨屋町（現中区本通・紙屋町一丁目・立町）に仮営業所を設置した。

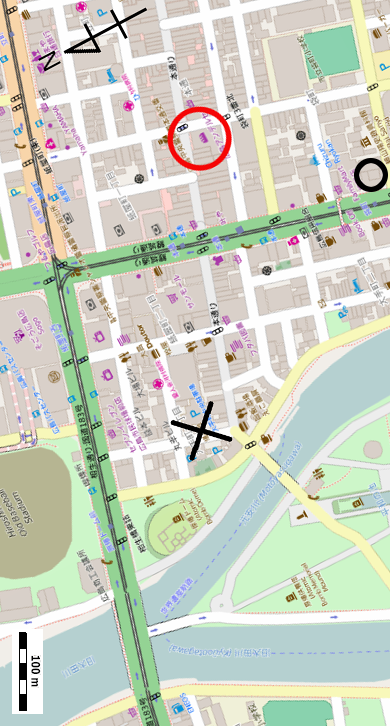
右写真に合わせ地図を傾けたもの。赤○が旧帝銀、黒○が旧日銀、×が爆心地。
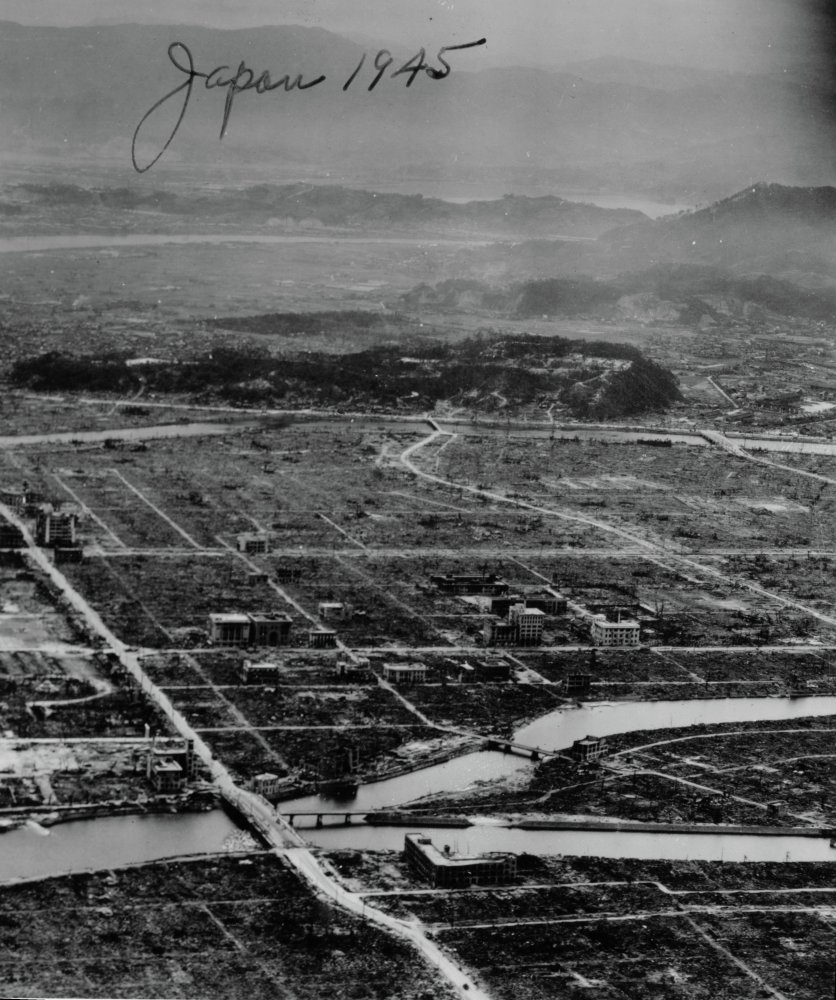
爆心地付近から東方向を望む。左地図と位置関係を参照。写真中央下を横断する大通りが鯉城通り（左地図の緑）、その上の写真中央付近を横断する通りが並木通り（左地図には描かれていない）。
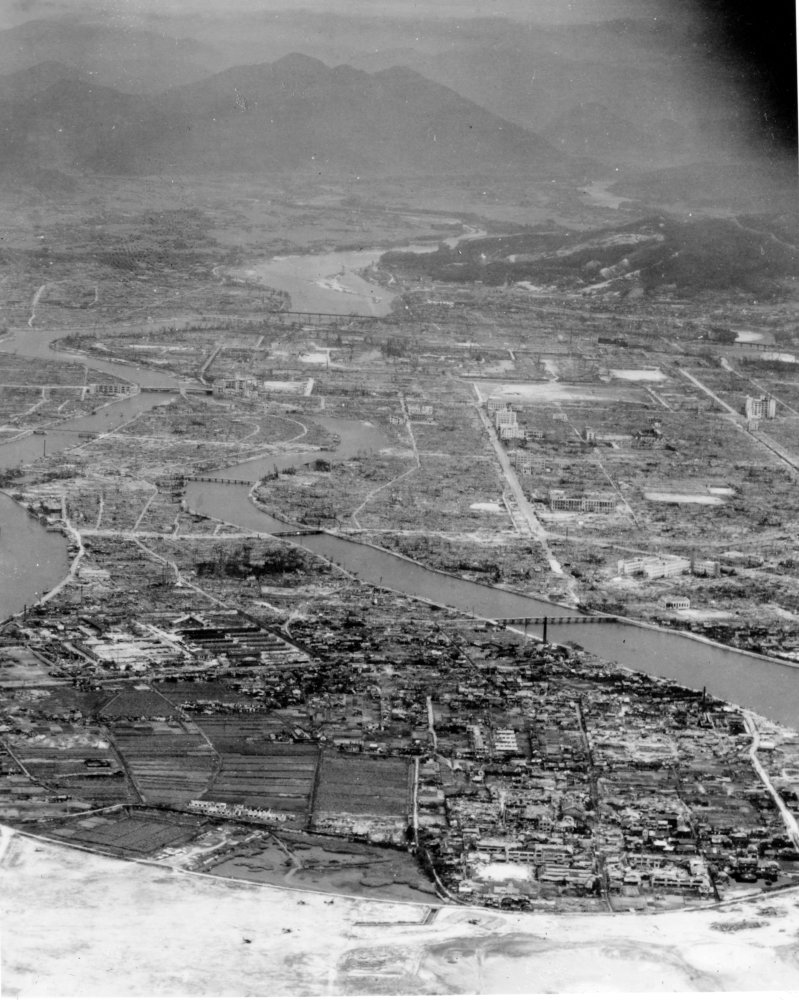
現在の中区吉島付近から北方向を望む。写真中央やや右を縦断する太い道が鯉城通りで、その一つ右側の通り沿いの一番上部にある白色の建物が旧帝銀。

そしてこの建物は1950年（昭和25年）復旧を終え、帝銀支店はこの地で営業を再開した。1954年（昭和29年）元の三井銀行広島支店に変更、1962年（昭和37年）老朽化に伴い支店社屋は紙屋町へ移転する。
その後は三井銀行本店がここを所有し賃貸物件として用いられており、広島銀行が紙屋町の本店を新築するにあたり工事期間中に仮の事務所として、のち農林中央金庫広島支所も店舗新築にあたりここを仮の店舗として利用している。

### 広島アンデルセン

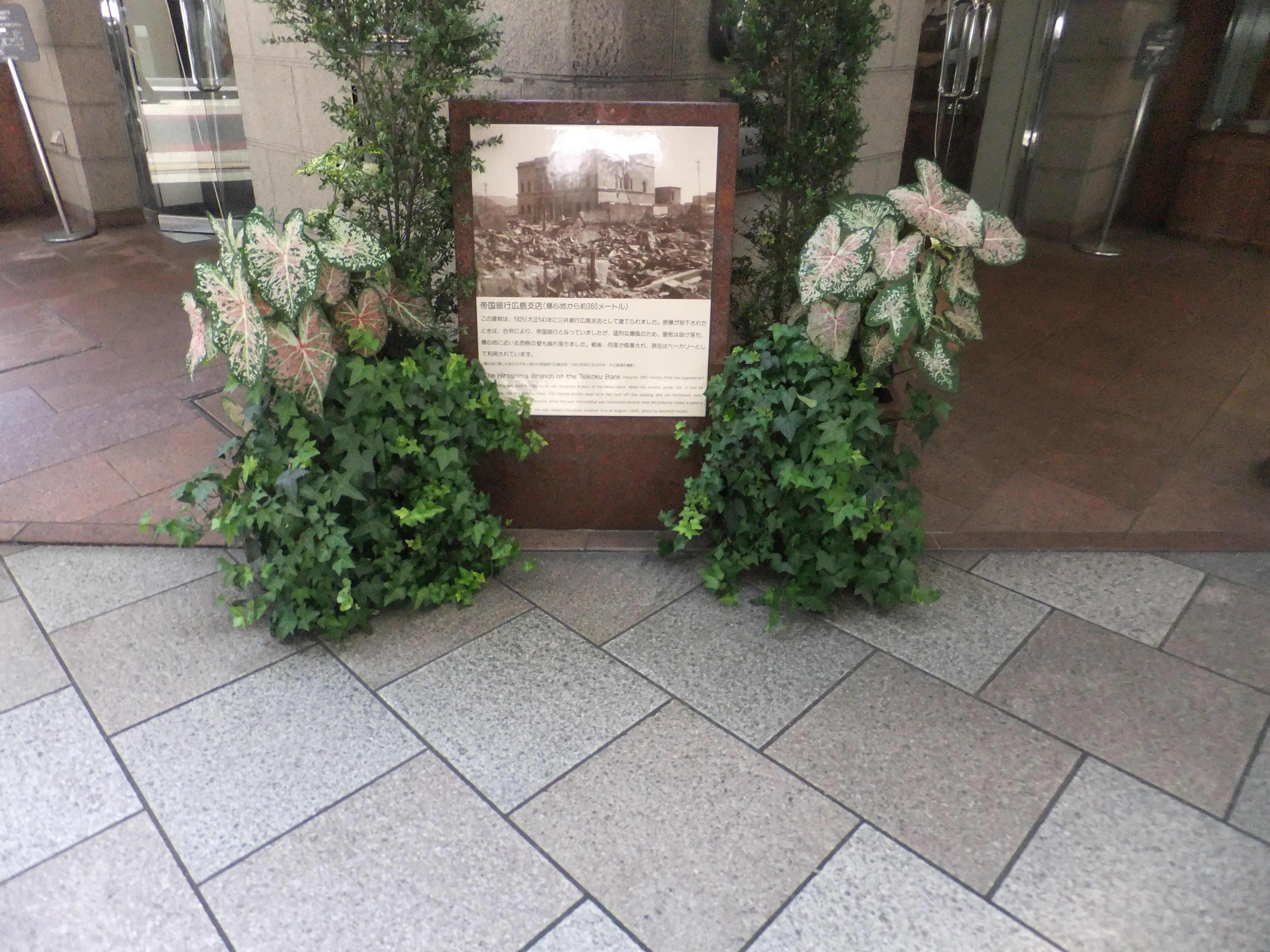
入口付近にある原爆被災説明板。設置は広島市による。

元々タカキベーカリーは1952年（昭和27年）12月この地の北側に「パンホール」を開店しており、業務拡大を狙い本通りを挟んで南側にあった旧銀行であるこの地に着目し、三井支店移転後すぐに2者間で売買する取り決めを交わしている。
1967年（昭和42年）タカキベーカリーが正式に建物を取得。建物利用を検討するにあたり、創業者である高木俊介・高木彬子夫妻はヨーロッパ訪問中に見たモッタなどの菓子メーカーが歴史的な建物を活用して商売をしていたことに発想を得て、この銀行建物をそのまま引き継いで活かし北欧特にデンマーク調のレストランを併設したパン販売店舗「アンデルセン」を立ち上げることになった。1967年10月、広島アンデルセンがオープンする。
その後、1978年（昭和53年）には南側に地上8階地下2階の新館を建て、1988年（昭和63年）には内装リニューアル、2002年（平成14年）には被爆建物部分の耐震補強および全面改装が行われている。
また、アンデルセンの思想によりデンマークとの交流が始まり、1981年（昭和56年）4月マルグレーテ2世女王とヘンリク王配、1987年（昭和62年）11月フリデリック王太子、とデンマーク王室がここを訪れている。

### 遺壁保存

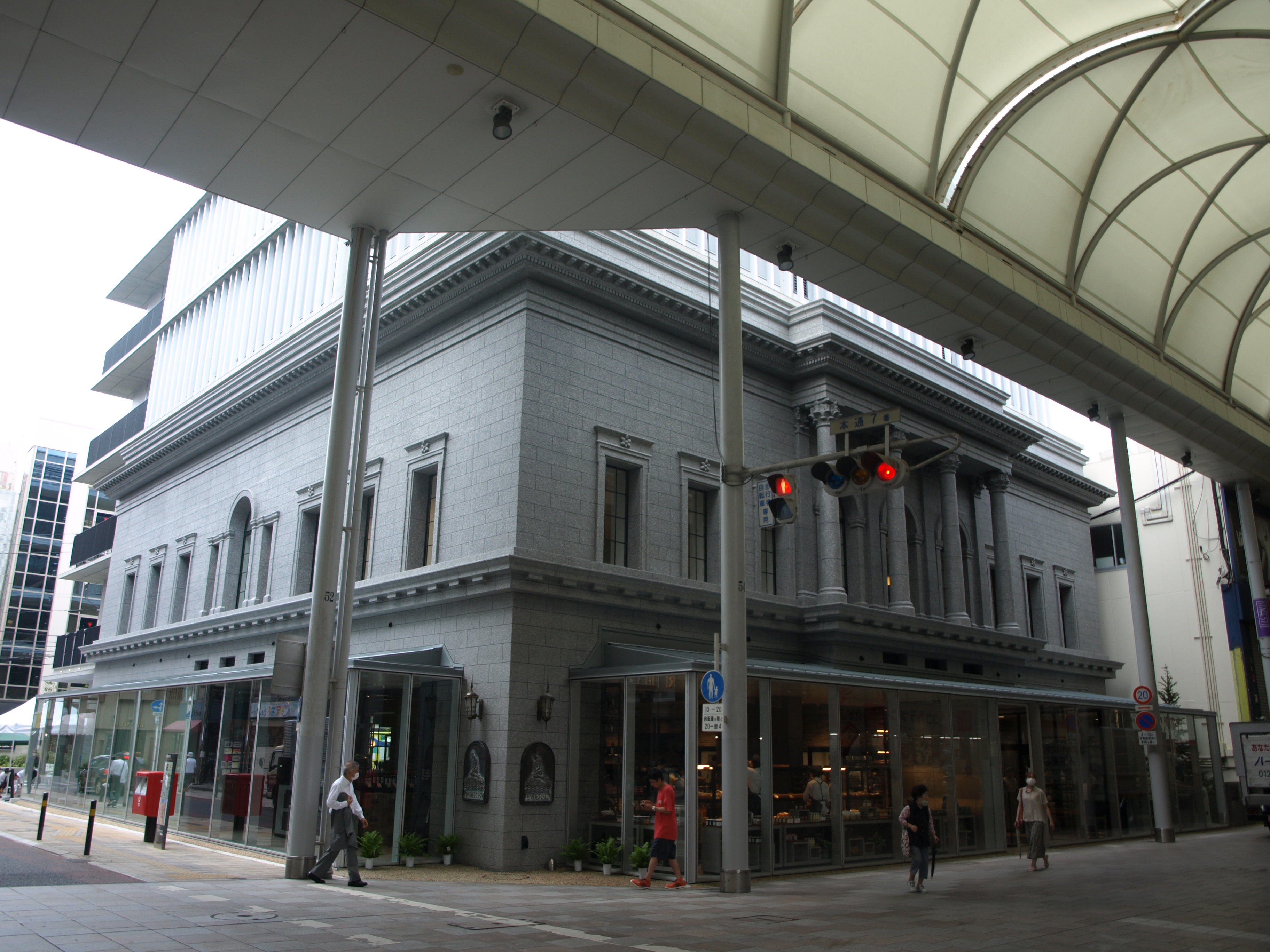
建て替え後の広島アンデルセン（2020年）

アンデルセンは2002年大規模な耐震補強を行っているがこの時の工事費は約1億5千万円で、すべて自社負担で行われた。広島市は1993年から被爆建物の存続に上限3千万円・費用の3/4を負担する助成金制度を設けており、アンデルセンも1994年保存工事の際に利用したが2002年の時は2度目であったため助成を辞退している。2018年（平成30年）で創業70周年にあたり店舗リニューアルを検討することになり、東日本大震災を経て今後さらなる耐震補強をする場合2002年の工事費を上回る可能性が高まった。2014年（平成26年）1月アンデルセンはプロジェクトチームを設け検討した結果、2015年（平成27年）5月全面建て替えを正式に決定した。
歴史的に意義のある建物であることからアンデルセンは広島市との協議の上で、被爆した外壁約50m2（被爆外壁全体の約17.3%）を切り取り新店舗の東側外壁にはめ込み、更に外壁のストリングコースも残すこととした。また新店舗の2階部分のみ旧銀行時代のデザインをそのまま踏襲した。そうしたことから市公認の被爆建物として登録継続されることになった。そうして2020年（令和2年）8月再開店した。

## 構造

### 建物
最初の設計は長野宇平治事務所、施工は竹中工務店によるものである。
- 敷地は本通り沿いの北側を正面とし南北方向に縦長で、北側が銀行棟、南側に附属棟が配置されていた。玄関は北側本通り側で4.5m控えで設けられ、1階が吹き抜けの営業室と客溜り・応接室・支店長室・金庫室など。2階が会議室や貴賓・応接室など。一方銀行の南側にある附属棟は、2階建てで行員用の事務所として用いられていた[4]。
- 全体的に西洋ルネサンス様式。玄関両脇には円柱が2本ずつ計4本が建っていた[1][4]。特徴的なものに、吹き抜けの営業室や中2階にギャラリーを設けており、これらは当時の銀行建築によく見られるものであった[8][4]。外壁は岡山産万成石(花崗岩)、内部はイタリア産大理石が用いられていた[1]。
- 大正末期の鉄筋コンクリート構造物で、当時の最先端技術にあたる異形鉄筋が用いられていたが、長野が同じく設計した日銀広島支店と比べてコンクリート強度はよくなかったことが後の調査で判明している。また基礎には松杭が用いられていた[4]。

被爆後の復旧における設計は山下寿郎設計事務所（現山下設計）、施工は藤田組（現フジタ）によるものである。健全に残っている部分をできるだけ活かし、当時最新の建築規格にあてはめほぼ全面的に補強している。特に天井のトップライトはこの時に設けられたものがアンデルセンでもそのまま残し活かしている（右写真で初期の銀行にはトップライトがなかったことがわかる）。
そして1967年アンデルセンとしてリノベーションする際の設計・施工ともに大成建設。1978年南側に新館を設けリニューアル工事が行われた際の設計は広島建築綜合設計（木村設計事務所）、コンセプトデザインはアメリカのインヒルコ社ジョセフ・バウム、内装はインテリアデザイナーのフィリップ・ジョージ、施工は大成建設が行っている。

### エピソード
1967年アンデルセンが建物を購入し改装しようとしたところ、一つの柱が邪魔になることがわかった。当時パン屋はケーキ屋と同様にショーケースの中にあるものを客が選びそれを店員が取りだす方式が一般的であり、ここでもその方式を導入しようとしたが柱のせいでショーケースが入らなかった。
そこでアンデルセンは苦肉の策として、パンをラックの上に陳列し客自身がそれをトレイにとってのちに精算する方式に切り替えた。これは日本初のパン屋のセルフチョイス方式導入にあたり、他のパン屋も導入し全国に普及していった。

## 参考資料
- “広島アンデルセンの建物の歴史”.   広島アンデルセン. 2015年7月24日閲覧。
- 建築世界社『工学博士長野宇平治作品集』1928年。2015年7月24日閲覧。
- 李明「旧三井銀行広島支店建築とその変遷過程について」（PDF）『総合国際学術誌』第10巻第4号、国際情報学会、2007年9月、2015年7月24日閲覧。
- 平和データベース - 広島平和記念資料館